# Tom Ang
Tom Ang (* 25. März 1952) ist ein britischer Fotograf.
Ang verfasste mehrere Fach- und Lehrbücher zum Thema Fotografie, u. a. Tao of Photography, Digital Photographer’s Handbook, Advanced Digital Photography, Picture Editing, Eyewitness Companion: Photography, and Digital Video Handbook, How to Photograph Absolutely Everything. Von 1991 bis 2004 lehrte er Fotografie an der Universität Westminster. Zudem arbeitet Ang für die britische BBC.

## Deutsche Veröffentlichungen (Auswahl)
- Die Geschichte der Fotografie in über 1500 Bildern. Dorling Kindersley, München 2015, ISBN 978-3-8310-2828-3.
- Digitale Fotografie. Das ganze Jahr. Dorling Kindersley, München 2017, ISBN 978-3-8310-3362-1.
- Digitale Fotografie. Fotografieren wie die Profis. Dorling Kindersley, München 2017, ISBN 978-3-8310-3363-8. (Hinter den Kulissen von 20 internationalen Fotografen wie Sylvie Blum und Adam Pretty)